# Zeria vansoni
Zeria vansoni är en spindeldjursart som först beskrevs av Lawrence 1935.  Zeria vansoni ingår i släktet Zeria och familjen Solpugidae. Inga underarter finns listade i Catalogue of Life.